# دائرة أيت ملول
دائرة أيت ملول هي إحدى دوائر عمالة إنزكان آيت ملول، التابعة لجهة سوس ماسة، المملكة المغربية. تضم الدائرة 3 جماعات قروية، وبلغ عدد سكانها 32572 فرداً سنة 2004 حسب الإحصاء الرسمي للسكان والسكنى. يتبع للدائرة 4 مشيخة و33 دوار.

## التقسيمات الإداريّة
تعتبر دائرة أيت ملول إحدى الدوائر المشكّلة لعمالة إنزكان آيت ملول، وهو التقسيم الإداري من المستوى الرابع المعتمد في المغرب. تنقسم عمالة انزكان آيت ملول إلى 3 جماعات قروية تختلف من حيث السكان والمساحة، والتي بدورها تنقسم إلى مشيخات تضم عدداً من الدواوير.